# 山形県庁
山形県庁（やまがたけんちょう）は地方公共団体である山形県の行政機関（役所）である。

## 沿革
- 1869年 - 酒田県（第一次）を設置。
- 1870年 - 酒田県を廃止し山形県（第一次）を設置。
- 1871年 - 廃藩置県により米沢県、上山県、天童県、新庄県、大泉県、松嶺県を設置。同年、天童県を山形県に編入し、さらに諸県を統合し、置賜県（米沢県）、山形県（上山県、新庄県）、酒田県（第二次、大泉県・松嶺県）を設置。
- 1875年 - 酒田県が鶴岡県と改称。
- 1876年 - 置賜県、山形県、鶴岡県を統合して第二次山形県が成立し、現在の山形県となる。初代県令に三島通庸が就任。
- 1878年 - 県内に11郡を設置。
- 1879年 - 第1回通常県会を開催。
- 1889年 - 市制・町村制を施行。
- 1891年 - 郡制を施行。
- 1896年 - 農事試験場を開設。
- 1910年 - 県立図書館を開館。
- 1911年 - 山形市の北部大火により県庁舎が焼失。
- 1916年 - 県庁舎、県会議事堂が完成（現:文翔館）。
- 1923年 - 郡制を廃止。
- 1935年 - 県内に備荒倉を設置。
- 1947年 - 初の公選知事村山道雄が就任。
- 1947年 - 昭和天皇の行幸（昭和天皇の戦後巡幸）[1]。天皇が県庁バルコニーより市民の奉迎に応える[2]。
- 1949年 - 第1次県総合開発計画を答申。
- 1971年 - 県立博物館を開館。
- 1975年 - 県教育センターを開設。現在地に新県庁舎が完成[3]。
- 1990年 - 県生涯学習センター県立図書館「遊学館」が完成。
- 1991年 - 県総合運動公園が開園。
- 1993年 - 情報公開制度を実施。
- 1995年 - 県郷土館「文翔館」を開館。
- 1997年 - 情報公開条例を公布。

## 組織
[表示]をクリックすると一覧を表示。2024年4月1日現在。
- 知事
  - 副知事
    - 総務部
      - 秘書課、広報広聴推進課、人事課、働き方改革実現課、総務厚生課、財政課、高等教育政策・学事文書課、管財課、税務課
      - 職員育成センター

    - みらい企画創造部
      - 企画調整課、市町村課、移住定住・地域活力創生課、国際人材活躍・コンベンション誘致推進課、総合交通政策課[米沢トンネル事業化・整備等推進室]、DX推進課、統計企画課

    - 防災くらし安全部
      - 防災危機管理課[復興避難者支援室]、消防救急課、消費生活・地域安全課[県民活動・防災ボランティア支援室]、食品安全衛生課
        - 消防学校、消費生活センター、食肉衛生検査所［支所］

    - 環境エネルギー部
      - 環境企画課[カーボンニュートラル・GX戦略室]、エネルギー政策推進課、水大気環境課、循環型社会推進課、みどり自然課
      - 環境科学研究センター

    - しあわせ子育て応援部
      - しあわせ子育て政策課、子ども成育支援課、子ども家庭福祉課、多様性・女性若者活躍課
      - 福祉相談センター、児童相談所、鶴岡乳児院、朝日学園、女性相談支援センター、女性自立サポートハウス

    - 健康福祉部
      - 健康福祉企画課、医療政策課、地域福祉推進課、がん対策・健康長寿日本一推進課、高齢者支援課、障がい福祉課
      - 衛生研究所、総合療育訓練センター［支所］、最上学園、やまなみ学園、鳥海学園、身体障がい者更生相談所、知的障がい者更生相談所［支所］、精神保健福祉センター

    - 産業労働部
      - 産業創造振興課[スタートアップ推進室、産業立地室]、産業技術イノベーション課[次世代産業振興室]、産業振興・経営支援課、県産品・貿易振興課、雇用・産業人材育成課[働く女性サポート室]
      - 大阪事務所、名古屋事務所、工業技術センター［置賜試験場・庄内試験場］、高度技術研究開発センター、産業技術短期大学校［庄内校］、山形職業能力開発専門校［庄内職業能力開発センター］

    - 観光文化スポーツ部
      - 観光交流拡大課[国際観光推進室、観光魅力創造室]、県民文化芸術振興課、スポーツ振興課

    - 農林水産部
      - 農政企画課［団体検査指導室］、農業経営・所得向上推進課、農産物販路開拓・輸出推進課、農業技術環境課、園芸大国推進課、畜産振興課、水産振興課、農村計画課、農村整備課、森林ノミクス振興課
      - 農業大学校、農業総合研究センター［園芸試験場・水田農業試験場・畜産試験場・養豚試験場］、病害虫防除所［支所］、水産試験場、内水面水産試験場、森林研究研修センター

    - 県土整備部
      - 管理課［県土強靭化推進室］、建設企画課、県土利用政策課、都市計画課、下水道課、道路整備課［高速道路整備推進室］、道路保全課、河川課、砂防・災害対策課、空港港湾課、建築住宅課［営繕室］
      - 山形空港事務所、港湾事務所

    - 総合支庁［村山・最上・置賜・庄内］
    - 東京事務所

  - 会計管理者
    - 会計局
      - 会計課、工事検査課
- 行政委員会
  - 教育委員会
    - 教育庁（事務局）
      - 教育政策課、教職員課[働き方改革推進室]、生涯学習・学習振興課[郷土愛育成室]、義務教育課、特別支援教育課、高校教育課［教育デジタル化推進室］、福利厚生課、学校体育保健課
      - 県立博物館、県立図書館、青年の家、少年自然の家［分館］、教育センター［視聴覚センター］
      - 教育事務所、県立学校

  - 公安委員会
    - 山形県警察本部

  - 選挙管理委員会 - 事務局
  - 人事委員会 - 事務局 - 職員課
  - 監査委員 - 事務局 - 監査課
  - 労働委員会 - 事務局 - 審査調整課
  - 収用委員会 - 事務局
  - 海区漁業調整委員会 - 事務局
  - 内水面漁場管理委員会 - 事務局
- 公営企業
  - 企業局
    - 総務企画課、電気事業課［再生可能エネルギー活用推進室］、水道事業課
    - 村山電気水道事務所、最上電気水道事務所、置賜電気水道事務所、鶴岡電気水道事務所、酒田事務所

  - 病院事業局
    - 県立病院課
    - 県立病院、がん・生活習慣病センター、救命救急センター